# Station Les Bardys
Station Les Bardys is een spoorweghalte in de Franse gemeente Saint-Priest-Taurion.